# Meister der Brunolegende
Als Meister der Brunolegende wird ein mittelalterlicher Maler bezeichnet, der mehrere Bilder auf Leinwand für die Brunokapelle der Kartause in Köln gemalt hat. Es wird vermutet, dass der Maler bis um 1500 in Köln tätig war.

## Namensgebung
Der namentlich nicht bekannte Künstler erhielt seinen Notnamen nach dem Bilderzyklus, der eventuell um 1486 gemalt wurde und Szenen aus dem Leben und der Legende des Bruno von Köln darstellt. Die Bilder waren in der Kunsthistorik zuerst verschiedenen anderen Malern zugeschrieben, wurden dann jedoch als das Werk einer eigenständigen Künstlerpersönlichkeit erkannt.

## Bilder der Brunolegende
Die Brunokapelle der Kölner Niederlassung des Kartäuserordens wurde 1489 geweiht. Köln war eine der angesehensten Niederlassungen des Ordens, den Bruno von Köln im 11. Jahrhundert gegründet hatte. Der aus vermutlich elf Bildern bestehende Zyklus des Meisters der Brunolegende stellt Szenen aus dem Leben und der Legende des Ordensgründers dar und will auch den Orden und seine Ziele und Bedeutung darstellen. Zum Zeitpunkt der Erstellung war Bruno noch nicht heiliggesprochen.
Die Bilder sind in großem Format erstellt, und bis zu drei Meter hoch, teilweise angepasst an die runde Gewölbeform des kleinen Kreuzgangs der Kapelle, wo sie aufgehängt waren. Vom Zyklus der ursprünglich elf Gemälde sind einige Bilder und Fragmente erhalten;
- Das Wunder der redenden Leiche und Bekehrung des Bruno. (Vier Teilstücke) Wallraf-Richartz-Museum, Köln, Inventar WRM 0155 A-D.[4]
- Treueeid der Gefährten Brunos und Besuch beim Eremiten. (Zwei Teilstücke) Hessisches Landesmuseum Darmstadt, Inventar GK 28A und GK 28B.
- Die Einkleidung des Hl. Bruno und des Hl. Hugo. Musée du Louvre, Paris, Inventar M.N.R. 927[5]
- Die Bestätigung des Kartäuserordens durch den Papst und zwei weitere Fragmente. Ehemals Bonn, Sammlung Virnich, verschollen.
- Das Rebhuhnwunder. Ehemals Schlesisches Museum für Kunstgewerbe und Altertümer, Breslau. Verschollen.

## Stifter der Bilder der Brunolegende
Jedes der Bilder ist gestiftet von einem anderen prominenten Stifter, der jeweils mit seinem Wappen auf dem Bild in Anbetung der Szene kniend dargestellt ist. Neben dem Kaiser des Heiligen Römischen Reiches Friedrich III. und seinem Sohn Maximilian, zum Zeitpunkt des Porträts römischer König, sind weitere Könige, Herzöge und andere adlige und kirchliche Personen unter den elf Stiftern.
Die Liste der Stifter weist auf die Bedeutung des Kölner Klosters hin und die Stiftung war wohl das erste und lange einzige gemalte Bildwerk damals in Köln, das in solchem monumentalen Format erstellt wurde.
Das Werk des Meisters war vielleicht ausschlaggebend, dass in der Folge weitere teilweise ebenfalls große Heiligenzyklen in Köln gemalt wurden, darunter das Werk des Kölner Meisters der Ursula-Legende, das ursprünglich aus mindestens 19 Leinwandgemälden bestand und der Ursula-Legende gewidmet ist.

## Malstil
Der Stil des Meisters der Brunolegende lässt eine Lehrzeit im Umfeld des Meisters des Marienlebens vermuten, der um 1460 bis 1490 in Köln tätig war und dessen starker durch die niederländische Malerei seiner Zeit geprägter Stil auch im Brunozyklus zu finden ist.